# Jean-Philippe Vassal
Jean-Philippe Vassal, född 22 februari 1954 i Casablanca i Marocko, är en fransk arkitekt.

## Biografi
Jean-Philippe Vassal utbildade sig i arkitektur vid École nationale supérieure d'architecture de Bordeaux, där han avlade examen1980. Mellan 1980 och 1985 arbetade han som arkitekt och stadsplanerare i Niger
Han fick tillsammans med Anne Lacaton Schockpriset i visuell konst 2014.

## Verk i urval (Lacaton et Vassal)
- Maison de la culture du Japon vid Quai Branly i Paris, 1990
- Maison Latapie i Floriac, 1993
- Musée archeologique de Saintes, 1995
- Place Auroc i Bordeaux, 1996
- Café Una i Arkitekturzentrum i Wien i Österrike, 2001
- École d'architecture de Nantes, 2009
- Université Pierre-Mendès-France, UFR arts et sciences humaines i Grenoble, 1995 och 2001
- Pole universitaire de sciences de gestion i Bordeaux, 2006